# Gustav Manker

Gustav Manker als Direktor des Wiener Volkstheaters, 1974

Gustav Manker (* 29. März 1913 in Wien; † 7. Juli 1988 ebenda) war ein österreichischer Regisseur, Bühnenbildner und Theaterdirektor. Von 1968 bis 1979 war er der Direktor des Volkstheaters in Wien.

## Leben

### Vorkriegszeit
Manker besuchte das Stiftsgymnasium St. Paul im Kärntner Lavanttal und studierte dann von 1933 bis 1935 bei Max Reinhardt am Max Reinhardt Seminar in Wien Regie und Schauspiel sowie gleichzeitig Bühnenbild bei Alfred Roller und Oskar Strnad. In seiner Studienzeit wirkte er bei den Salzburger Festspielen in Reinhardts Inszenierungen von Jedermann und Faust mit. 1935 erhielt er sein erstes Engagement bei Ernst Lönner am Avantgardetheater „Kleinen Theater in der Praterstraße“ in Wien, wo er u. a. 1935 die österreichische Erstaufführung von Ödön von Horváths Kasimir und Karoline ausstattete. 1937 arbeitete er bei Elias Jubal am Kellertheater „Theater für 49“ in Wien. Von 1936 bis 1938 war Manker Bühnenbildner und Schauspieler am Deutschen Stadttheater in Bielitz-Biala in Polen.

### Zeit des Nationalsozialismus
1938 wurde Manker von Walter Bruno Iltz als Bühnenbildner ans Deutsche Volkstheater in Wien engagiert, an dem er mehr als vierzig Jahre arbeitete, ab 1942 auch als Regisseur, danach als Ausstattungsleiter und Oberspielleiter, und von 1968 bis 1979 als dessen Direktor. Manker war die prägende Figur dieses Hauses, er inszenierte dort insgesamt 155 Stücke und entwarf für 207 Produktionen die Bühnenbilder.
1938 entwarf Manker die Ausstattung zur Eröffnungspremiere von Friedrich Schillers Die Räuber in der Regie des Intendanten Walter Bruno Iltz. Es folgten über vierzig weitere bis zur Schließung des Theaters im Zuge der allgemeinen Theatersperre 1944, darunter Klassiker wie Ein Sommernachtstraum, Die Jungfrau von Orléans, König Ottokars Glück und Ende, Der Richter von Zalamea, Ein treuer Diener seines Herrn, Maria Stuart, Hamlet, Tendenz- und NS-Historiendramen von Hans Rehberg und Otto Emmerich Groh bis zu Dramen von Ludwig Anzengruber (Der Meineidbauer), Richard Billinger (Der Gigant) und Karl Schönherr (Glaube und Heimat) sowie österreichische Klassiker wie Johann Nestroys Der Zerrissene und Ferdinand Raimunds Der Bauer als Millionär und Der Diamant des Geisterkönigs.
In diese Jahre fielen erste Arbeiten mit den Regisseuren Leon Epp und Günther Haenel, die zu Mankers wichtigsten künstlerischen Partnern werden sollten. Aufführungen wie G.B. Shaws Die heilige Johanna (1943) und Ferdinand Raimunds Der Diamant des Geisterkönigs (1944), beide in der Regie von Günther Haenel und in Bühnenbildern von Manker formulierten für aufmerksame Zuschauer einen erkennbaren theatralischen Widerstand. Die Arbeit an der „heiligen Johanna“ bedeutete für Manker einen entscheidenden Schritt zur Erreichung eines modernen Theaterstils. Er verzichtete auf jegliche Illusion und schuf eine völlig abstrakte Szenerie. Die Darstellung der Johanna durch die erst 19-jährige Inge Konradi wurde allgemein gerühmt, das puristische Bühnenbild Mankers aber wurde vom Völkischen Beobachter angegriffen, da es nicht konform ging mit dem NS-Anspruch nach totaler Illusion.
Bei Der Diamant des Geisterkönigs kam es 1944 zu einer deutlichen Demonstration theatralischen Widerstandes: Nikolaus Haenels Inszenierung von Raimunds Zaubermärchen siedelte das „Land der Wahrheit“ stilistisch im Nazi-Deutschland der Gegenwart an, Mankers Bühnenbild parodierte die monumentale NS-Ästhetik mit Statuen im Stile Arno Brekers, ironisierte auch den deutschen Reichsadler, der dem Publikum sein Hinterteil zuwendete, und paraphrasierte das Symbol des Kraft-durch-Freude-Rades am Eingang zum Palast des Königs. Die Kostüme waren Anlehnungen an die Hitlerjugend und den Bund Deutscher Mädel (BDM), die Tochter des Königs und ihre Freundinnen traten mit Mittelscheitel und langen blonden Zöpfen als BDM-Mädchen auf. Karl Kalwoda, der Darsteller des König Veritatius, sprach in abgehackten Sätzen und lieferte in Gestik und Haltung eine Hitler-Parodie. Für die Ballonfahrt aus dem Land der Wahrheit wurde am Ende der Szene der beziehungsreiche Satz „Die Zukunft liegt in der Luft!“ hinzugefügt.
Neben seiner Arbeit am Deutschen Volkstheater, an dem er ab 1942 aufgrund der Kriegssituation der einzige Bühnenbildner war, entwarf Manker auch Bühnenbilder für die Komödie in der Johannesgasse unter der Direktion von Leon Epp und die Exl-Bühne sowie für die Wiener Kammerspiele, das Bürgertheater und das Renaissancetheater. Mankers erste Regiearbeit war im Dezember 1942 Der getreue Johannes von Walter Hans Boese nach den Gebrüdern Grimm, eine Aufführung des Deutschen Volkstheaters in der „Komödie“ in der Johannesgasse.
Durch die Intervention der Widerstandsgruppe „Hornik“ wurde Manker vor dem Kriegsdienst bewahrt und lernte im Luftschutzkeller den jungen Helmut Qualtinger kennen, mit dem ihn eine künstlerische Lebensfreundschaft verband.

### Nachkriegszeit
Im Mai 1945 wurde Manker kurzfristig Mitglied der kommunistischen Partei. Erste Arbeiten am Theater waren die Bühnenbilder für die Erstaufführung der vier letzten, apokalyptischen Szenen Die letzte Nacht, dem Epilog zur Tragödie Die letzten Tage der Menschheit von Karl Kraus. In der Direktionszeit Günther Haenels am Volkstheater stattete Manker u. a. den Theaterskandal Haben von Julius Hay aus, Anatoli Lunatscharskis Der befreite Don Quijote, Jean Anouilhs Antigone, Eugene O’Neills Verwirrung der Jugend (mit dem jungen Oskar Werner) – meist in der Regie Günther Haenels. Zugleich arbeitete er an Leon Epps Die Insel, an den Kammerspielen (Erstaufführungen von Franz Werfels Jacobowsky und der Oberst, 1946, und von Jean-Paul Sartres Die Fliegen), 1948 am Bürgertheater, an der Renaissance-Bühne und am Theater in der Josefstadt.
Mit Ben Jonsons Volpone begann im Januar 1946 Mankers eigentliche Regiekarriere. Es folgten J. B. Priestleys Gefährliche Wahrheit und Ferdinand Bruckners Heroische Komödie. 1947 inszenierte Manker am Wiener Volkstheater sein erstes Stück von Johann Nestroy, Kampl mit Karl Skraup.
Nestroy, von dem er insgesamt 43 Stücke inszenierte, wurde zum bestimmenden Autor seines Lebens. Mit seinen Aufführungen gelang es Manker, einen neuen Nestroy-Stil zu entwickeln, der den Stücken – auch hinsichtlich der Ausstattung – jede biedermeierliche Färbung nahm, diesen vielmehr intellektuell zugespitzt präsentierte, auf Bearbeitungen und Zusätze verzichtete. 1948 inszenierte Manker, erstmals auch im eigenen Bühnenbild, Nestroys Zu ebener Erde und erster Stock; eine Arbeitsweise, der er lange Jahre treu blieb. Es folgte Der Talisman (1951, mit Hans Putz und Inge Konradi) sowie Der Bauer als Millionär (1948) und Der Verschwender (1949) von Ferdinand Raimund, jeweils mit Paul Hörbiger in der Hauptrolle und in der Choreographie von Rosalia Chladek.
1948 wechselte Günther Haenel an die neu gegründete Scala. Manker konnte deren Angebot nicht folgen und blieb am Volkstheater, wo es im Dezember 1948 bei der Erstaufführung von Ödön von Horváths Geschichten aus dem Wiener Wald zu einem der größten Theaterskandale der Nachkriegszeit kam. Die wichtigsten Regie-Arbeiten Mankers in dieser Zeit waren 1949 Jacques Offenbachs Die schöne Helena in einer Wiener Dialektfassung (mit Christl Mardayn, Fritz Imhoff, Inge Konradi und Karl Skraup in einem surrealistischen Bühnenbild von Stephan Hlawa), 1951 Georg Kaisers Napoleon in New Orleans, die Erstaufführung von Albert Camus’ Die Gerechten, Vicky Baums Menschen im Hotel sowie 1952 Franz Werfels Juarez und Maximilian, meist im eigenen Bühnenbild.

### Direktion Leon Epp
Während der Direktion von Leon Epp (1952–1968) war Manker der entscheidende Regisseur am Wiener Volkstheater, Chefbühnenbildner und Oberspielleiter. Besonders Schillers Die Räuber waren auf einer zweigeteilten Simultanbühne in Regie und Bühnenbild von Manker 1959 bahnbrechend. 1963 wagte sich das Volkstheater mit Mutter Courage und ihre Kinder an ein Stück von Bertolt Brecht, nachdem dieser vor dem Hintergrund des Kalten Krieges in Österreich durch den so genannten Brecht-Boykott zuvor unaufgeführt geblieben war. Die Presse sprach von der „Blockadebrecher“-Premiere am 23. Februar 1963 mit Dorothea Neff, Fritz Muliar und Ulrich Wildgruber unter der Regie von Manker, der in Folge auch Der kaukasische Kreidekreis (1964, mit seiner Frau Hilde Sochor), Die heilige Johanna der Schlachthöfe (1965) und Der gute Mensch von Sezuan (1968) inszenierte und damit ein Umdenken in Bezug an Brechts Stücke auf österreichischen Bühnen in Gang setzte.
Wichtige Inszenierungen Mankers in dieser Zeit waren die Erstaufführungen von Albert Camus’ Der Belagerungszustand (1953), Ein Dorf ohne Männer von Ödön von Horváth (1954), Der Eismann kommt von Eugene O’Neill (1955) und Die Chinesische Mauer von Max Frisch (1956), Sonnenfinsternis von Sidney Kingsley (nach dem Roman von Arthur Koestler, 1957), Der Teufel und der liebe Gott von Jean-Paul Sartre, die Erstaufführung von Blick zurück im Zorn von John Osborne (1958), die Uraufführung von Franz Grillparzers Blanka von Kastilien (1959), Dantons Tod von Georg Büchner (1960), Troilus und Cressida von William Shakespeare (mit Michael Heltau und Elfriede Irrall) sowie ein Frank-Wedekind-Zyklus mit Lulu, Frühlings Erwachen, Musik, Der Marquis von Keith und König Nicolo sowie Ferdinand Bruckners Die Verbrecher (1963) auf einer 7-geteilten Simultanbühne.
Neben seiner Arbeit am Volkstheater fand Manker auch Zeit, mit Berthold Viertel am Burg- und Akademietheater zu arbeiten, sowie am Theater in der Josefstadt und an den Kammerspielen zu inszenieren. Als Theaterdirektor entdeckte er Anfang der 1970er Jahre mit Wolfgang Bauer und Peter Turrini eine neue Generation österreichischer Dramatiker. Manker inszenierte mit Vorliebe Stücke des Alt-Wiener Volkstheaters, die durch das organische Zusammenwirken seiner Bühnenbilder und seiner Regie einen neuen Aufführungsstil für dieses Genre prägten. Legendär sind seine Nestroy-Aufführungen mit Protagonisten wie Karl Skraup, Hans Putz, Walter Kohut, Fritz Muliar, Karl Paryla, Heinz Petters und Helmut Qualtinger.
Besonders die österreichischen Volksstücke von Johann Nestroy, Ferdinand Raimund und Ludwig Anzengruber waren Manker ein Anliegen, für das er mit Karl Skraup, Hans Putz, Hugo Gottschlich, Fritz Muliar, Walter Kohut, Kurt Sowinetz und Hilde Sochor ein erstklassiges Ensemble zur Verfügung hatte. Manker inszenierte auch viele unbekannte Stücke von Nestroy, wie Eine Wohnung ist zu vermieten in Stadt, eine Wohnung ist zu verlassen in Vorstadt, eine Wohnung mit Garten ist zu haben in Hietzing (1962) mit Qualtinger, Liebesg'schichten und Heiratssachen (1964), Das Haus der Temperamente (1965, mit Karl Paryla), und Zu ebener Erde und erster Stock (1967, mit Heinz Petters).
Auch die österreichische Moderne von Schnitzler bis Horváth, Ferdinand Bruckner und Ferenc Molnár sowie die Uraufführung von Helmut Qualtingers Die Hinrichtung (1965) lagen in Mankers Händen. Außerdem war Qualtinger in Dostojewskis Schuld und Sühne als Untersuchungsrichter und als Zauberkönig in Horváths Geschichten aus dem Wiener Wald (1968) zu sehen.

### Direktor des Volkstheaters
1968 übernahm Gustav Manker nach dem Unfalltod von Leon Epp die Direktion des Volkstheaters. Zu den Marksteinen seiner Direktion gehörte vor allem die Entdeckung junger österreichischer Dramatiker. Im Jahr 1969 hatte Change von Wolfgang Bauer Premiere und 1971 dessen Silvester oder das Massaker im Hotel Sacher (mit Qualtinger) in der Regie von Bernd Fischerauer, 1971 wurde Rozznjogd von Peter Turrini uraufgeführt und danach auch dessen Stücke Sauschlachten (1972), Der tollste Tag (1973) und Die Wirtin (1975). Weitere junge Autoren waren Gerhard Roth (Lichtenberg, 1974), Wilhelm Pevny (Sprintorgasmik), Herwig Seeböck (Haushalt oder Die Sandhasen), Wilhelm Pellert (Jesus von Ottakring, 1974), Walter Wippersberg (Was haben vom Leben, 1976), Harald Sommer (Ich betone, daß ich nicht das geringste an der Regierung auszusetzen habe), Winfried Bruckner (Vergewaltigt am Abend, 1978) und Helmut Zenker (Wahnsinnig glücklich, 1976).
Manker legte generell ein großes Augenmerk auf die Pflege österreichischer Literatur, von Raimund bis Anzengruber, von Schnitzler bis Horváth, Csokor, Karl Schönherr, Lernet-Holenia, Wildgans, Herzmanovsky-Orlando, Ferdinand Bruckner und Hermann Bahr, dessen Stücke Das Konzert und Wienerinnen zu Publikumsrennern wurden. 1971 kam es sogar zur Uraufführung eines nachgelassenen Stückes von Arthur Schnitzler, Zug der Schatten, nachdem schon ein Zyklus dessen früher Werke Freiwild, Das Märchen und Anatol aufgeführt worden war.
Mankers ambitionierte Klassikerpflege umfasste Grillparzer ebenso wie Shakespeare – 1970 kam es zur Erstaufführung von William Shakespeares Hamlet 163 mit Michael Heltau – und gipfelte in Richard Beer-Hofmanns Einrichtung von Goethes Faust I und II an einem Abend. Helmut Qualtinger trat weiterhin unter der Direktion Manker des Öfteren auf, so etwa 1969 in Der Talisman von Johann Nestroy.
Legendär waren Mankers jährliche Nestroy-Inszenierungen, die neben viel gespielten Stücken auch Unbekanntes ausgruben und mit einem eingespielten „Nestroy-Ensemble“ (bestehend aus Heinz Petters, Herbert Propst, Rudolf Strobl, Walter Langer, Hilde Sochor, Dolores Schmidinger und Brigitte Swoboda) durch seinen speziellen Stil („Nestroy pur“) zu Publikumshits wurden: Der Talisman (1969), Heimliches Geld, heimliche Liebe (1972), Das Gewürzkrämerkleeblatt (1972), Gegen Torheit gibt es kein Mittel (1973), Umsonst! (1974), Einen Jux will er sich machen (1976), Lumpazivagabundus (1977), Höllenangst (1977), Frühere Verhältnisse und Die schlimmen Buben in der Schule (1978).

### Andere Engagements
Manker inszenierte auch bei den Salzburger Festspielen (Der Unbestechliche) und den Bregenzer Festspielen, am Schauspielhaus Zürich, in der Komödie Basel, am Residenztheater München (Johann Nestroys Der Zerrissene mit Walter Schmidinger), am Theater am Kurfürstendamm Berlin, dem Thalia Theater Hamburg (Das Haus der Temperamente), dem Württembergischen Staatstheater Stuttgart, den Burgfestspielen Jagsthausen oder den Luisenburg-Festspielen in Wunsiedel sowie am Theater in der Josefstadt (u. a. Schillers Don Karlos), am Wiener Akademietheater, an der Wiener Volksoper (Giuseppe Verdis I masnadieri).
Er entdeckte und förderte Schauspieler wie Otto Schenk, Ulrich Wildgruber, Fritz Muliar, Michael Heltau, Heinz Petters, Walter Langer, Karlheinz Hackl, Dolores Schmidinger, Kitty Speiser, Brigitte Swoboda, Herwig Seeböck, Franz Morak und Almut Zilcher.

## Rezeption und Würdigung
Manker war ein „von der Schauspielkunst faszinierter, vom Theater nahezu manisch Besessener, beseelt mit intellektueller Neugier, introvertiert, scheu, emphatisch und exaltiert“ (Der Standard, 31. Dezember 2010), ein „Renaissance-Mensch des Theaters“ (Fritz Muliar), voll „Können und Vision“ (Michael Heltau) und in den Augen des Autors Peter Turrini eine „merkwürdige Mischung zwischen einem Repräsentanten des öffentlichen Theaters und einem Stierler und Aufmümpfer und Störer“, der als Theaterdirektor „andere stören ließ – oder der die Störerei zuließ“. Über das Theater sagte Manker: „Es ist das Höchste, was es gibt, großartiges Theater zu machen. Das Jämmerlichste, wenn es schlecht ist“.
Am 8. Dezember 2006 wurde im Volkstheater ein Porträt Mankers von Johannes Grützke enthüllt. Am 17. März 2013 fand zu seinem 100. Geburtstag eine Matinee im Wiener Volkstheater statt, an der Dolores Schmidinger, Hilde Sochor, Brigitte Swoboda, Karlheinz Hackl, Michael Heltau, Walter Langer, Paulus Manker, Peter Turrini und Andrea Eckert mitwirkten.

## Familie

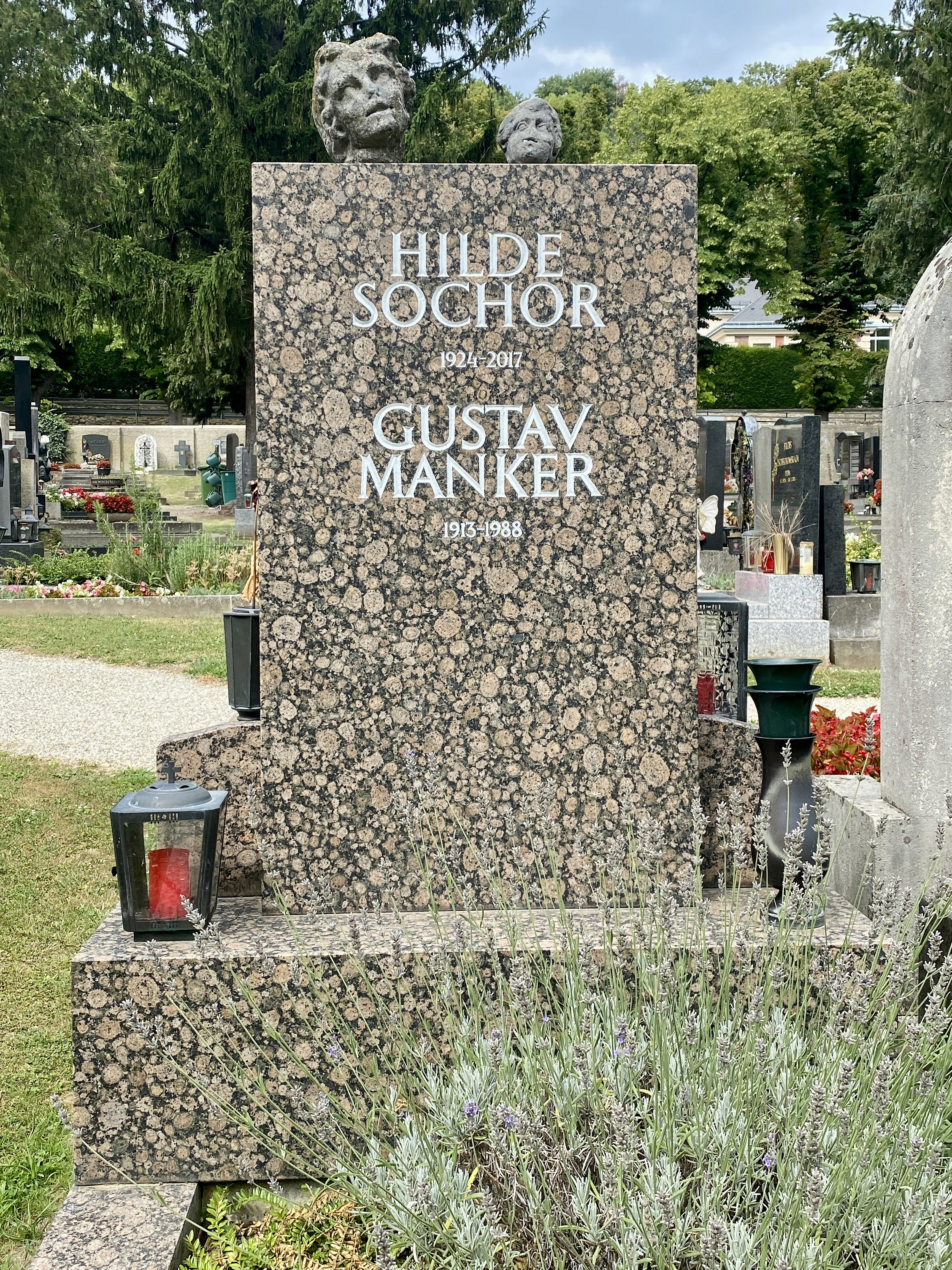
Grab von Gustav Manker und seiner Ehefrau Hilde Sochor

Gustav Manker war der Sohn des Ingenieurs Josef Manker von Lerchenstein und der Ludmilla Flesch von Brunningen, einer Cousine des Schriftstellers Hans Flesch-Brunningen und einer Verwandten der Malerin Luma von Flesch-Brunningen. Die Familie Manker wurde 1865 in Gestalt des k.k. Regierungsrats Johann Manker mit dem Prädikat von Lerchenstein in den österreichischen Adelsstand erhoben. Mankers Großmutter entstammte der Familie Kaler zu Lanzenheim. Ein Onkel, Vinzenz Gustav Anton Flesch von Brunningen, war Architekt, dessen erstes Gebäude war 1904 das Schwarzspanierhaus im 9. Wiener Bezirk, der Nachfolgebau von Ludwig van Beethovens Sterbehaus, in dem 1903 der jüdische Philosoph Otto Weininger Selbstmord beging. Luma von Flesch-Brunningen war eine Malerin der Wiener und Münchner Schule, Werke ihrer Hand wurden 1902 im Münchner Glaspalast ausgestellt und auch vom Kaiser von Österreich erworben. Mankers Onkel Hofrat Gustav Ritter von Manker war bis 1935 Sicherheitsdirektor der Wiener Staatsoper und dadurch Chefdisponent des monatlichen Spielplans und der allabendlichen Besetzungen, die dann der Genehmigung des Direktors, zunächst Franz Schalk und Richard Strauss, dann Clemens Krauss und Felix Weingartner, unterlagen. Er versorgte den Schüler Gustav Manker regelmäßig mit Freikarten für Burgtheater und Staatsoper.
Gustav Manker war mit der Schauspielerin Marianne Schönauer von 1945 bis 1947 verheiratet. Ab 1956 war er mit der Schauspielerin Hilde Sochor verheiratet und ist Vater der Schauspielerin Katharina Scholz-Manker (* 1956), des Schauspielers und Regisseurs Paulus Manker (* 1958) und der Ärztin Magdalena Manker (* 1967). Das Grab von Gustav Manker und Hilde Sochor befindet sich auf dem Weidlinger Friedhof bei Wien.